# وارک، افغانستان
وارک (به لاتین: Vark) یک منطقهٔ مسکونی در افغانستان است که در ولایت بدخشان (افغانستان) واقع شده‌است.